# League Cup 2008/09
Der League Cup 2008/09 war die 49. Austragung des Turniers The Carling Cup, oder League Cup. Das Turnier begann mit 92 Vereinen.
Der Wettbewerb startete am 11. August 2008 mit der Ersten Runde und endete mit dem Finale im neuen Wembley Stadium in London am 1. März 2009. Der Sieger des Wettbewerbes wurde Manchester United.

## Erste Runde
Die Auslosung für die erste Runde fand am 13. Juni 2008 statt. Alle 72 Teams der Football League traten in der ersten Runde an.

### Nord
|                         | Ergebnis        | !Zuschauer                   |
| ----------------------- | --------------- | ---------------------------- |
| Preston North End       | 2:0             | FC Chesterfield \|\|5.150    |
| Chester City            | 2:5             | Leeds United \|\|3.644       |
| Leicester City          | 1:0             | Stockport County \|\|7.386   |
| Sheffield United        | 3:1             | Port Vale \|\|7.694          |
| Grimsby Town            | 2:0             | Tranmere Rovers \|\|1.858    |
| Crewe Alexandra         | 2:0             | FC Barnsley \|\|2.492        |
| Hartlepool United       | 3:0             | Scunthorpe United \|\|2.076  |
| Derby County            | 3:1 n. V.       | Lincoln City \|\|10.091      |
| Notts County            | 1:0 n. V.       | Doncaster Rovers \|\|3.272   |
| Sheffield Wednesday     | 1:1 (3:5 i. E.) | Rotherham United \|\|16.298  |
| Shrewsbury Town         | 0:1             | Carlisle United \|\|3.337    |
| Wolverhampton Wanderers | 3:2 n. V.       | Accrington Stanley \|\|9.424 |
| FC Bury                 | 0:2             | FC Burnley \|\|4.276         |
| AFC Rochdale            | 0:0 (1:4 i. E.) | Oldham Athletic \|\|5.786    |
| Nottingham Forest       | 4:0             | FC Morecambe \|\|4.030       |
| Huddersfield Town       | 4:0             | Bradford City \|\|8.932      |
| Macclesfield Town       | 2:0             | FC Blackpool \|\|1.631       |
| FC Walsall              | 1:2             | FC Darlington \|\|2.702      |

### Süd
|                        | Ergebnis  | !Zuschauer                    |
| ---------------------- | --------- | ----------------------------- |
| Coventry City          | 3:1       | Aldershot Town \|\|9.293      |
| Milton Keynes Dons     | 1:0       | Norwich City \|\|6.261        |
| Wycombe Wanderers      | 0:4       | Birmingham City \|\|2.735     |
| Brighton & Hove Albion | 4:0       | FC Barnet \|\|2.571           |
| FC Gillingham          | 0:1       | Colchester United \|\|2.566   |
| Southend United        | 0:1 n. V. | Cheltenham Town \|\|2.998     |
| Swansea City           | 2:0       | FC Brentford \|\|5.366        |
| Luton Town             | 2:0       | Plymouth Argyle \|\|2.682     |
| Exeter City            | 1:3       | FC Southampton \|\|6.471      |
| FC Watford             | 1:0       | Bristol Rovers \|\|5.574      |
| AFC Bournemouth        | 1:2       | Cardiff City \|\|3.399        |
| Bristol City           | 2:1       | Peterborough United \|\|5.684 |
| Charlton Athletic      | 0:1       | Yeovil Town \|\|6.239         |
| FC Millwall            | 0:1       | Northampton Town \|\|3.525    |
| Swindon Town           | 2:3       | Queens Park Rangers \|\|7.230 |
| Crystal Palace         | 2:1       | Hereford United \|\|3.094     |
| Dagenham & Redbridge   | 1:2       | FC Reading \|\|2.360          |
| Ipswich Town           | 4:1       | Leyton Orient \|\|10.477      |

## Zweite Runde
In der zweiten Runde stiegen 12 Premier-League-Vereine in den Wettbewerb ein, darunter jene elf, die sich in der letzten Saison nicht für einen europäischen Wettbewerb qualifizieren konnten.
|                        | Ergebnis        | !Zuschauer                        |
| ---------------------- | --------------- | --------------------------------- |
| Ipswich Town           | 2:1             | Colchester United \|\|17.084      |
| Coventry City          | 2:3 n. V.       | Newcastle United \|\|19.249       |
| Hartlepool United      | 3:1 n. V.       | West Bromwich Albion \|\|3.387    |
| West Ham United        | 4:1 n. V.       | Macclesfield Town \|\|10.055      |
| Huddersfield Town      | 1:2             | Sheffield United \|\|15.189       |
| Cardiff City           | 2:1             | Milton Keynes Dons \|\|6.334      |
| Swansea City           | 2:1 n. V.       | Hull City \|\|8.622               |
| Rotherham United       | 0:0 (4:3 i. E.) | Wolverhampton Wanderers \|\|5.404 |
| Brighton & Hove Albion | 1:1 (5:3 i. E.) | Manchester City \|\|8.729         |
| FC Reading             | 5:1             | Luton Town \|\|7.498              |
| Blackburn Rovers       | 4:1             | Grimsby Town \|\|8.379            |
| Wigan Athletic         | 4:0             | Notts County \|\|4.100            |
| Leeds United           | 4:0             | Crystal Palace \|\|10.765         |
| Crewe Alexandra        | 2:1             | Bristol City \|\|3.227            |
| FC Middlesbrough       | 5:1             | Yeovil Town \|\|15.651            |
| FC Fulham              | 3:2             | Leicester City \|\|7.584          |
| Queens Park Rangers    | 4:0             | Carlisle United \|\|8.021         |
| Nottingham Forest      | 1:2 n. V.       | AFC Sunderland \|\|9.198          |
| FC Burnley             | 3:0             | Oldham Athletic \|\|5.528         |
| FC Southampton         | 2:0             | Birmingham City \|\|11.331        |
| Bolton Wanderers       | 1:2             | Northampton Town \|\|7.136        |
| FC Watford             | 2:1 n. V.       | FC Darlington \|\|5.236           |
| Preston North End      | 0:1             | Derby County \|\|8.037            |
| Cheltenham Town        | 2:3             | Stoke City \|\|3.600              |

## Dritte Runde
Ab der dritten Runde mussten auch die Vereine antreten, die sich für die laufende Saison für die europäischen Wettbewerbe qualifiziert hatten.
|                        | Ergebnis        | !Zuschauer                     |
| ---------------------- | --------------- | ------------------------------ |
| FC Arsenal             | 6:0             | Sheffield United \|\|56.632    |
| Brighton & Hove Albion | 1:4             | Derby County \|\|6.625         |
| FC Burnley             | 1:0             | FC Fulham \|\|7.119            |
| FC Portsmouth          | 0:4             | FC Chelsea \|\|15.339          |
| Blackburn Rovers       | 1:0             | FC Everton \|\|14.366          |
| Rotherham United       | 3:1             | FC Southampton \|\|5.147       |
| Swansea City           | 1:0             | Cardiff City \|\|17.411        |
| Ipswich Town           | 1:4             | Wigan Athletic \|\|13.803      |
| Stoke City             | 2:2 (4:3 i. E.) | FC Reading \|\|9.141           |
| Leeds United           | 3:2             | Hartlepool United \|\|14.599   |
| FC Watford             | 1:0             | West Ham United \|\|12.914     |
| Manchester United      | 3:1             | FC Middlesbrough \|\|53.729    |
| FC Liverpool           | 2:1             | Crewe Alexandra \|\|28.591     |
| Aston Villa            | 0:1             | Queens Park Rangers \|\|21.541 |
| AFC Sunderland         | 2:2 (3:4 i. E.) | Northampton Town \|\|21.082    |
| Newcastle United       | 1:2             | Tottenham Hotspur \|\|20.577   |

## Achtelfinale
|                   | Ergebnis        | !Zuschauer                     |
| ----------------- | --------------- | ------------------------------ |
| AFC Sunderland    | 1:2             | Blackburn Rovers \|\|18.555    |
| FC Arsenal        | 3:0             | Wigan Athletic \|\|59.665      |
| FC Chelsea        | 1:1 (4:5 i. E.) | FC Burnley \|\|41.369          |
| Swansea City      | 0:1             | FC Watford \|\|9.549           |
| Manchester United | 1:0             | Queens Park Rangers \|\|62.539 |
| Stoke City        | 2:0             | Rotherham United \|\|15.458    |
| Derby County      | 2:1             | Leeds United \|\|18.540        |
| Tottenham Hotspur | 4:2             | FC Liverpool \|\|33.242        |

## Viertelfinale
|                   | Ergebnis | !Zuschauer                   |
| ----------------- | -------- | ---------------------------- |
| FC Burnley        | 2:0      | FC Arsenal \|\|19.405        |
| Stoke City        | 0:1      | Derby County \|\|22.034      |
| FC Watford        | 1:2      | Tottenham Hotspur \|\|16.501 |
| Manchester United | 5:3      | Blackburn Rovers \|\|53.997  |

## Halbfinale
Die Halbfinal-Begegnungen fanden im Januar statt. Das Halbfinale war die erste und einzige Runde die mit Hin- und Rückspiel ausgetragen wurde.
|                   | Gesamt |                   | Hinspiel | Rückspiel |
| ----------------- | ------ | ----------------- | -------- | --------- |
| Tottenham Hotspur | 6:4    | FC Burnley        | 4:1      | 2:3 n. V. |
| Derby County      | 3:4    | Manchester United | 1:0      | 2:4       |

## Finale
| Manchester United                                     | Manchester United | Tottenham Hotspur | Tottenham Hotspur | Aufstellung                                           |
| ----------------------------------------------------- | --- | --- | ----------------- | ----------------------------------------------------- |
| Manchester United                                     | \| 1. März 2009 um 16:00 Uhr in London (Wembley-Stadion) \| \| Ergebnis: 0:0 n. V., 4:1 i. E. \| \| Zuschauer: 88.217 \| \| Schiedsrichter: Chris Foy \|                                                                                | \| 1. März 2009 um 16:00 Uhr in London (Wembley-Stadion) \| \| Ergebnis: 0:0 n. V., 4:1 i. E. \| \| Zuschauer: 88.217 \| \| Schiedsrichter: Chris Foy \| | Tottenham Hotspur | Aufstellung Manchester United gegen Tottenham Hotspur |
| Manchester United                                     | Ben Foster – John O’Shea (76. Nemanja Vidić), Jonny Evans, Rio Ferdinand , Patrice Evra – Cristiano Ronaldo, Paul Scholes, Darron Gibson (91. Ryan Giggs), Nani – Carlos Tévez, Danny Welbeck (56. Anderson) Cheftrainer: Alex Ferguson | Heurelho Gomes – Vedran Ćorluka, Michael Dawson, Ledley King , Benoît Assou-Ekotto – Aaron Lennon (102. David Bentley), Jermaine Jenas (98. Gareth Bale), Didier Zokora, Luka Modrić – Darren Bent, Roman Pawljutschenko (65. Jamie O’Hara) Cheftrainer: Harry Redknapp | Tottenham Hotspur | Aufstellung Manchester United gegen Tottenham Hotspur |
| Manchester United                                     | Elfmeterschießen | | Tottenham Hotspur | Aufstellung Manchester United gegen Tottenham Hotspur |
| Manchester United                                     | 1:0 Ryan Giggs 2:0 Carlos Tévez 3:1 Cristiano Ronaldo 4:1 Anderson | Jamie O’Hara 2:1 Vedran Ćorluka David Bentley | Tottenham Hotspur | Aufstellung Manchester United gegen Tottenham Hotspur |
| Manchester United                                     | John O’Shea (57.), Cristiano Ronaldo (67.), Paul Scholes (108.) | | Tottenham Hotspur | Aufstellung Manchester United gegen Tottenham Hotspur |
| Manchester United                                     | Spieler des Spiels: Ben Foster | | Tottenham Hotspur | Aufstellung Manchester United gegen Tottenham Hotspur |
| 1. März 2009 um 16:00 Uhr in London (Wembley-Stadion) | | |                   |                                                       |
| Ergebnis: 0:0 n. V., 4:1 i. E.                        | | |                   |                                                       |
| Zuschauer: 88.217                                     | | |                   |                                                       |
| Schiedsrichter: Chris Foy                             | | |                   |                                                       |